# وزارة التربية والتعليم (بنغلاديش)
وزارة التربية والتعليم (بالبنغالية: শিক্ষা মন্ত্রণালয়)‏ هي الوزارة المسؤولة عن التعليم الثانوي والمهني والتعليم العالي في بنغلاديش أما مسؤولية التعليم الابتدائي ومحو الأمية الجماعية على عاتق وزارة التعليم الابتدائي والجماعي تحتوي وزارة التربية والتعليم على قسمين:
- شعبة التعليم الثانوي والعالي.
- قسم التعليم الفني والمدرسة.

## الميزانية
في العام المالي 2013-2014، بلغت ميزانية الإيرادات الإجمالية المخصصة لوزارة التربية والتعليم 10079.23 مليون، أي 7.39٪ من إجمالي المخصصات الوطنية.

## الادارات

### شعبة التعليم الثانوي والعالي
- لجنة المنح الجامعية في بنغلاديش
- مجلس الاعتماد البنغلاديشي
- مديرية التعليم الثانوي والعالي
- الأكاديمية الوطنية للإدارة التربوية (NAEM)
- قسم هندسة التعليم
- مكتب بنغلاديش للمعلومات والإحصاء التربوي (BANBEIS)
- دائرة التفتيش والمراجعة
- مجلس المناهج والكتب الدراسية الوطنية (NCTB)
- هيئة تسجيل واعتماد المعلمين غير الحكوميين (NTRCA)
- لجنة بنغلاديش الوطنية لليونسكو (BNCU)
- صندوق المساعدة التعليمية لرئيس الوزراء
- المعهد الدولي للغة الأم
- مجلس استحقاقات تقاعد المعلمين غير الحكوميين
- صندوق رعاية المعلمين والموظفين غير الحكوميين
- مجلس التعليم المتوسط والثانوي، دكا.
- مجلس التعليم المتوسط والثانوي، كوميلا.
- مجلس التعليم المتوسط والثانوي، ديناجبور.
- مجلس التعليم المتوسط والثانوي، راجشاهي.
- مجلس التعليم المتوسط والثانوي، باريسال.
- مجلس التعليم المتوسط والثانوي، سيلهيت.
- مجلس التعليم المتوسط والثانوي، جاشور
- مجلس التعليم المتوسط والثانوي، ميمنسينغ.
- كشافة بنغلاديش

### قسم التعليم الفني والمدارس
- مديرية التعليم الفني
- مديرية تربية مدرسة
- معهد بنغلاديش لتدريب المعلمين (BMTTI)
- مجلس التعليم الفني البنجلاديشي
- الأكاديمية الوطنية للتدريب والبحوث الحاسوبية (NACTAR)
- مجلس التعليم في مدرسة بنجلاديش